# 小赖德
小赖德（德語：Klein Rheide）是德国石勒苏益格－荷尔斯泰因州的一个市镇。总面积12.82平方公里，总人口316人，其中男性179人，女性137人（2011年12月31日），人口密度25人/平方公里。